# Rustam Qosimjonov
Rustam Qosimjonov (in russo Рустам Машрукович Касымджанов?, Rustam Mašrukovič Kasymdžanov; Tashkent, 5 dicembre 1979) è uno scacchista uzbeko, Grande maestro, già campione del mondo di scacchi FIDE nel periodo 2004-2005.
È noto con la grafia Rustam Kasimdzhanov nei paesi occidentali 
Nell'ottobre del 2001 raggiunse la posizione numero 11 al mondo e primo tra i giocatori del suo paese, con un punteggio di 2708 punti. Nella lista FIDE di maggio 2015 ha un raggiunto il suo massimo punteggio Elo pari a 2715, al 35º posto nel mondo e al 1º posto tra i giocatori uzbeki. 

## Biografia
Tra i risultati più significativi della sua carriera figurano il primo posto al Campionato asiatico nel 1998, il secondo posto al Campionato del mondo juniores di scacchi nel 1999, i primi posti ad Essen nel 2001, a Pamplona nel 2002, all'Open di Flessinga nel 2003 e a Pune nel 2005 (assieme a Liviu Dieter Nisipeanu).
Parimenti importanti le sue prestazioni all'Olimpiade del 2000 (bronzo) come prima scacchiera del suo Paese.

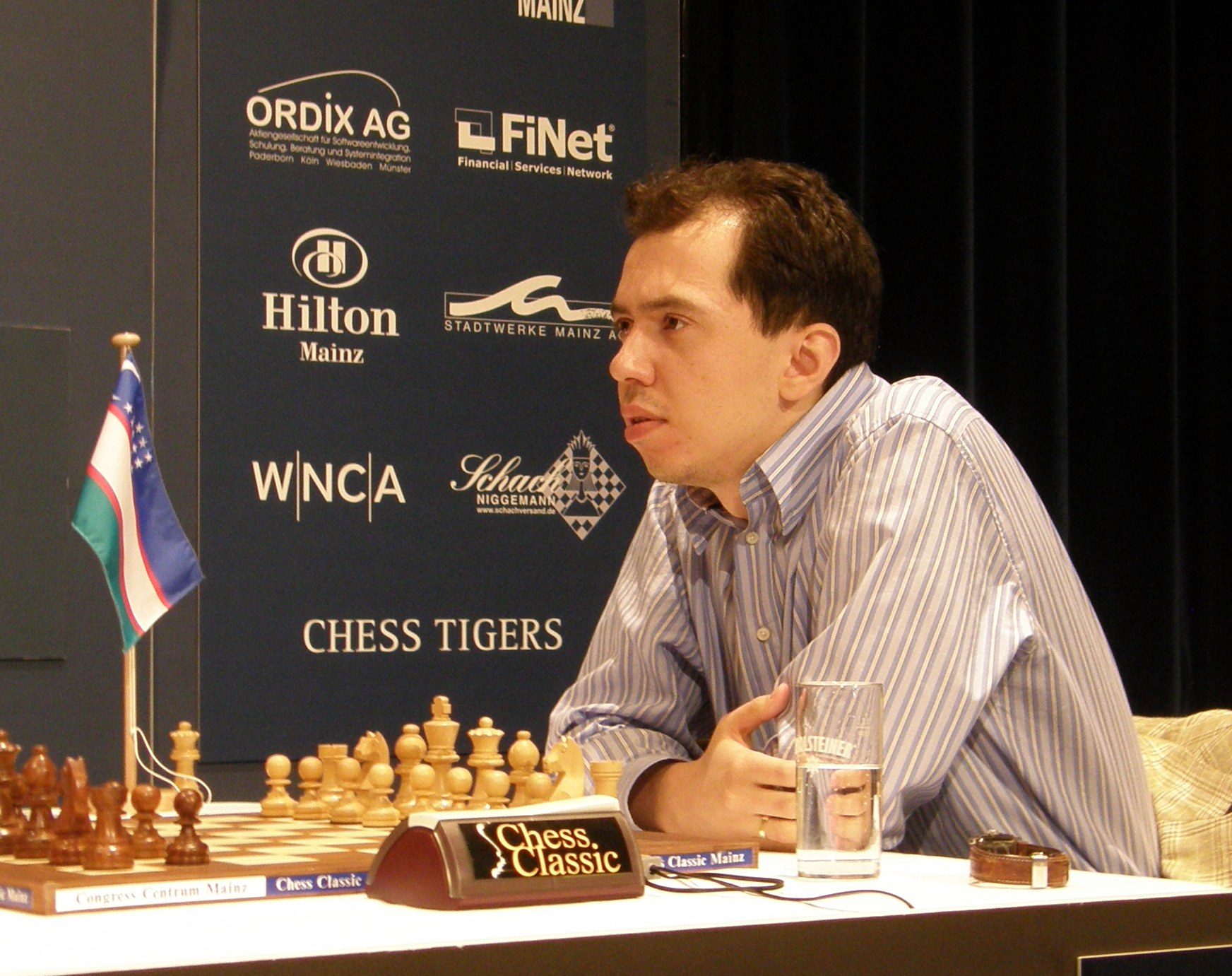
Qosimjonov nel 2007

Deludenti sono state invece le sue partecipazioni al torneo di Wijk aan Zee con un undicesimo piazzamento su 14 partecipanti (punteggio finale 5/13) nel 1999 e tredicesimo su 14 nel 2002 con un punteggio di 4,5/13.
La sua prima apparizione a Linares nel 2005 è stata negativa: ultimo con un punteggio finale di 4/12.
Nel corso del campionato mondiale FIDE del 2004, Qosimjonov inaspettatamente raggiunse la finale, battendo in mini-match Alejandro Ramírez, Ehsan Ghaem Maghami, Vasyl' Mychajlovyč Ivančuk, Zoltán Almási, Aleksandr Igorevič Griščuk e Veselin Topalov.
Acquistò così il diritto di contendere il titolo a Michael Adams, oltre che di affrontare il numero uno al mondo Garri Kasparov.
Nella finale di sei partite si giunse ad un pareggio, rendendo necessario un tie-break di due partite "lampo".
Qosimjonov vinse la prima di queste, e pattò la seconda, diventando così campione del mondo.
Tra tutti i campioni del mondo della storia degli scacchi Qosimjonov è sicuramente il meno famoso e probabilmente anche il meno abile nel gioco. Il torneo mondiale del 2004 fu caratterizzato dalle defezioni dei giocatori più forti del mondo in quel momento (Garri Kasparov, Vladimir Borisovič Kramnik, Viswanathan Anand, ecc.). Quando fu chiamato a difendere il suo titolo in un torneo a girone nel 2005 a San Luis si dimostrò non all'altezza del titolo che portava arrivando sesto su otto partecipanti con un punteggio di 5,5/14. In tutto il torneo vinse solo 2 partite, perdendone 5 e pattando sette volte, cedendo quindi il suo titolo a Veselin Topalov.
Nel 2007 viene eliminato al primo turno del Torneo dei Candidati al titolo FIDE da Boris Gelfand.
Nel maggio 2017 vince il Campionato tedesco a squadre con l'OSG Baden-Baden.
È stato a lungo, fino al 2021, uno dei secondi del Grande Maestro Fabiano Caruana, per poi diventare coach dell'indiano Arjun Erigaisi.
Ha ottenuto il suo miglior punteggio nella Classifica Elo nel maggio 2015 con 2715 punti, primo tra i giocatori del suo paese e numero 35 al mondo.